# Elliot Willis
Elliot Willis (16 de junio de 1983) es un deportista británico que compitió en vela en la clase 470.
Ganó dos medallas de oro en el Campeonato Mundial de 470, en los años 2006 y 2008, y dos medallas de oro en el Campeonato Europeo de 470 entre los años 2008 y 2014.

## Palmarés internacional
| \| Campeonato Mundial \| Campeonato Mundial \| Campeonato Mundial \| Campeonato Mundial \| \| Año \| Lugar \| Medalla \| Clase \| \| ------------------ \| ----------------------- \| ------------------ \| ------------------ \| \| 2006 \| Rizhao (China) \| Medalla de oro \| 470 \| \| 2008 \| Melbourne (Australia) \| Medalla de oro \| 470 \| \| Campeonato Europeo \| \| \| \| \| Año \| Lugar \| Medalla \| Clase \| \| 2008 \| Riva del Garda (Italia) \| Medalla de oro \| 470 \| \| 2014 \| Atenas (Grecia) \| Medalla de oro \| 470 \| |                         |                |       |
| Campeonato Mundial |                         |                |       |
| Año | Lugar                   | Medalla        | Clase |
| 2006 | Rizhao (China)          | Medalla de oro | 470   |
| 2008 | Melbourne (Australia)   | Medalla de oro | 470   |
| Campeonato Europeo |                         |                |       |
| Año | Lugar                   | Medalla        | Clase |
| 2008 | Riva del Garda (Italia) | Medalla de oro | 470   |
| 2014 | Atenas (Grecia)         | Medalla de oro | 470   |